# Carl Alfred Meier
Carl Alfred Meier, né le 19 avril 1905 à Schaffhouse et mort le 15 novembre 1995, est un psychiatre, un psychologue jungien et professeur de psychologie suisse. 

## Biographie
En 1924 il intègre l'Université de Zurich avant d'étudier successivement la médecine à l'Université de Paris en 1927, puis la clinique psychiatrique de l'université à Steinhof avec Julius Wagner-Jauregg à Vienne en 1928. En 1931 il commence à étudier la psychiatrie avec H.W. Maier à Burghölzli. 
Il devient en 1948 le premier président du C.G. Jung Institute de Zurich. En 1949, il succède à Carl Jung à la chaire de professeur de psychologie à l’Institut fédéral de technologie de Zurich. Il fait partie des fondateurs historiques de la psychologie analytique et est le premier président de l'association internationale de psychologie analytique fondée le 26 juin 1955. Plus tard[Quand ?] il fonde le centre clinique et de recherche de psychologie jungienne à Zürichberg.

## Publications
- Wolfgang Pauli et C.A. Meier (dir.) (trad. Françoise Périgaut), Correspondance : 1932-1958, Paris, A. Michel, coll. « Sciences d'aujourd'hui », 2000, 374 p. (ISBN 978-2-226-10785-5, ISSN 0755-1819, OCLC 44117039).
- Le rêve et l'incubation dans l'ancienne Grèce

## Source
- (en) Cet article est partiellement ou en totalité issu de l’article de Wikipédia en anglais intitulé « Carl Alfred Meier » (voir la liste des auteurs).